# Полоска (филателия)

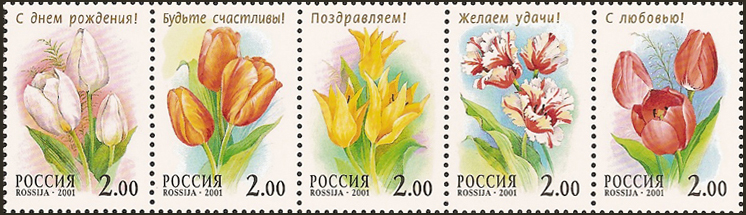
Горизонтальная полоска (серия) из пяти праздничных марок с изображением разных сортов тюльпанов (Россия, 2001)

Поло́ска, или иногда полоса́, — в филателии горизонтальный или вертикальный ряд из нескольких (более трёх) неотделённых, соседних почтовых марок, при этом каждая марка может быть отделена и использована в почтовом обращении по отдельности.

## Описание
Полоска состоит из более чем трёх марок, поскольку две неотделённые марки называются парой, а три — триптихом. Марки, соединённые не в один, а в несколько рядов, называют блоком (англ. block) из марочного листа.
Четыре неотделённые марки называются четырёхкратной полоской, а 11 неотделённых марок — одиннадцатикратной полоской.
Иногда полоску может составлять полная серия.

## Некоторые виды полосок
- Верхняя полоска. Так называют верхний ряд неотделённых друг от друга марок с полем марочного листа, на котором иногда имеются цифровые обозначения, облегчающие подсчёт марок, название серии и другие надписи. К примеру, на марочных листах Швейцарии надписи могут быть размещены против каждой марки[4].

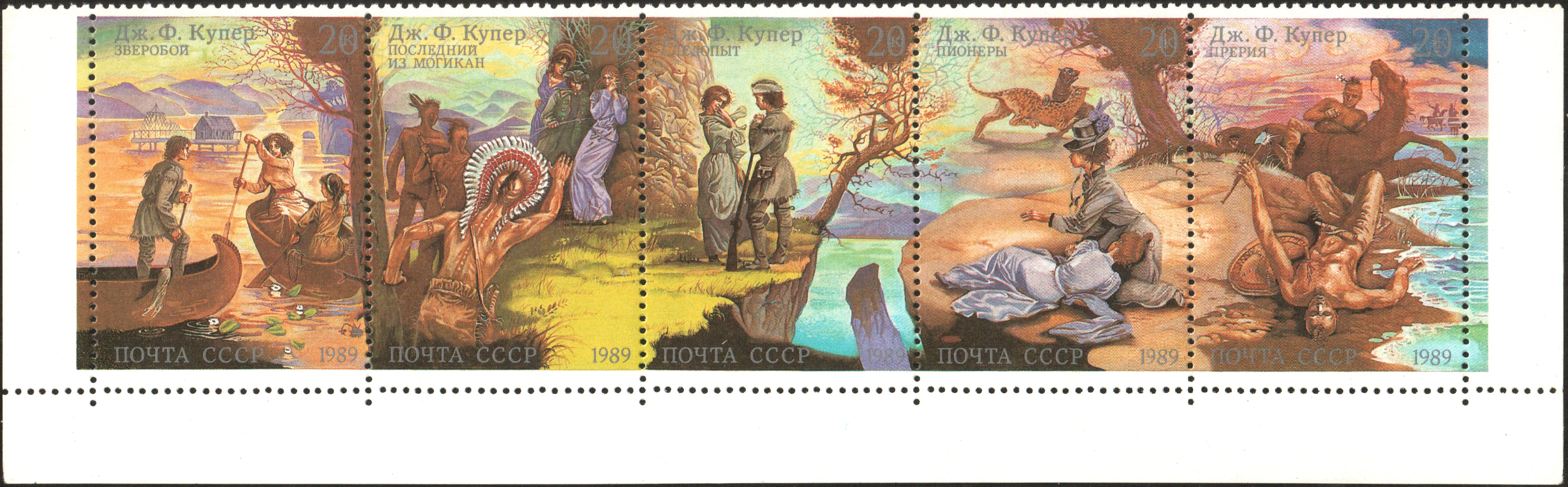
Полоска из пяти почтовых марок, посвящённых творчеству Дж. Ф. Купера (СССР, 1989)

- Рулонная марочная полоска[1].
- Одиннадцатикратная полоска[1].